# Katia Wyszkop
Katia Wyszkop (* 20. Jahrhundert) ist eine französische Szenenbildnerin.

## Leben
Katia Wyszkop ist seit Mitte der 1980er Jahre als Szenenbildnerin beim französischen Film tätig. Für Van Gogh (1991) und Les destinées sentimentales (2000) wurde sie für einen César für das Beste Szenenbild nominiert und schließlich für Leb wohl, meine Königin! (2012) ausgezeichnet. Weitere César-Nominierungen folgten für Saint Laurent (2014), Tagebuch einer Kammerzofe (2015) und Das Geheimnis der zwei Schwestern (2016).
Insgesamt wirkte sie an mehr als 50 Filmproduktionen mit.

## Filmografie (Auswahl)
- 1991: Van Gogh
- 1996: Der Schrei der Seide (Le cri de la soie)
- 2000: Les destinées sentimentales
- 2002: Vendredi soir
- 2003: Die Bestechlichen 3 – Rückkehr eines Gauners (Ripoux 3)
- 2005: Die Zeit die bleibt (Le temps qui reste)
- 2009: Ricky – Wunder geschehen (Ricky)
- 2010: Das Schmuckstück (Potiche)
- 2012: Leb wohl, meine Königin! (Les adieux à la reine)
- 2013: Jung & Schön (Jeune & jolie)
- 2014: Saint Laurent
- 2015: Tagebuch einer Kammerzofe (Journal d’une femme de chambre)
- 2015–2018: Versailles (Fernsehserie, 27 Folgen)
- 2016: Das Geheimnis der zwei Schwestern (Planetarium)
- 2017: Auguste Rodin (Rodin)